# DJ Abilities
DJ Abilities (nascido como Gregory Keltgen em 1979) é um DJ e produtor norte-americano. Com seu amigo e parceiro, o falecido Micheal Larsen vulgo Eyedea, ele formava a dupla Eyedea & Abilities.
Atualmente, Keltgen possui um contrato com a gravadora Rhymesayers Entertainment.
Suas vitórias notáveis incluem primeiro lugar nos campeonatos de DJ: 1999 DMC Regional e 2001 DMC Regional.

## Discografia

### Carreira solo
- Finally (1997, Rhymesayers Entertainment)
- ...For Persons with DJ Abilities (2000, Rhymesayers Entertainment)
- Now! That's What I Call Fuck Off (2012)

### Eyedea & Abilities
- First Born (2001, Rhymesayers Entertainment)
- E&A (2004, Rhymesayers Entertainment)
- By the Throat (2009, Rhymesayers Entertainment)

### Semi.Official
- The Anti-Album (2003)